# Iglesia y Casa de la Misericordia (Ciudad de México)
La Iglesia de la Misericordia fue un templo fundado a principios del siglo XVII y demolido a finales del XVIII que se ubicaba al norte de lo que actualmente es el Centro Histórico de la Ciudad de México en la actual calle Mariana Rodríguez del Toro de Lazarín. La iglesia era famosa por servir cementerio para los cadáveres de los criminales ejecutados en la plaza mayor.
La iglesia recibió su nombre por estar dedicada al señor de la Misericordia, una escultura de un Cristo Crucificado que se guardaba ahí. Esta imagen era llevada por la cofradía de la Doctrina Cristiana para acompañar á los reos que iban a ser ejecutados y posteriormente era regresada a la iglesia junto con el cadáver del reo para ser enterrado. También la cofradía estaba encomendada a recoger y sepultar las manos y cabezas de los ajusticiados que eran exhibidas públicamente como escarmiento, pasado un tiempo y con autorización de los jueces respectivos
Originalmente el templo estaba anexo a un Hospital que funcionó en ese lugar durante el siglo XVII 
y posteriormente a una casa de recogimiento conocida como la Casa de la Misericordia y dio nombre a tres calles: La cerrada de la Misericordia - actualmente Mariana Rodríguez del Toro de Lazarín -, la calle de la estampa de la misericordia - actualmente Perú entre Allende y República de Chile - y la calle del Puente de la Misericordia -actualmente Allende entre Perú y República de Honduras-.
A la llegada del obispo Francisco de Aguiar y Seijas en 1682, mejoraron las condiciones del hospital, que ya se encontraba deteriorado y dañado por sismos e inundaciones. El obispo se interesó por el hospital y le dio apoyo económico. Durante su obispado aceptó la propuesta de la real sala del crimen de destinar una parte del hospital para albergar reclusas, las cuales permanecieron en el hospital hasta 1692 cuanto fueron trasladadas al recogimiento de Santa María Magdalena.
En 1692 ocurre el Motín de la Ciudad de México y pocos días después, el 14 de junio ocurren los motines de Tlaxcala. Según el presbítero Antonio Robles, quien realizó la crónica de los motines, del 18 al 21 de junio de ese año fueron ejecutados y enterrados en la Iglesia de la Misericordia por haber participado en dichos motines los indígenas Joseph de la Cruz, Sebastián, Miguel, Antonio y Miguel de Texcoco, así como el mestizo Diego de Alvarado y el español Bernardino Montaño
A principios del siglo XVIII el arzobispo José Lanciego y Eguilaz transforma el hospital en casa de recogimiento para mujeres divorciadas, para lo cual se reconstruyó el edificio y la iglesia, las obras estuvieron a cargo del arquitecto Manuel de Herrera y el templo y el recogimiento se dedicaron en 1709. Para 1781 el edificio y el templo estaban muy deteriorados y se encomendó al ingeniero Miguel Constanzó quien dictaminó que tenían que ser demolidos y reedificados dado su deterioro y sugiere la calle de la Victoria en el barrio de San Juan como nueva ubicación, sin embargo en 1783 Francisco Guerrero y Torres realiza un nuevo dictamen y afirma que puede ser reparado en el mismo sitio y se le encomienda la reconstrucción de la casa y el templo, proyecto que no se llevó a cabo por el terremoto de 1787, que llevó a dictaminar la demolición del conjunto en 1792.

## La casa de la misericordia
Las casas de recogimiento y beaterios fueron fundaciones comunes a lo largo del virreinato y en mayor o menor grado servían para reclusión de mujeres divorciadas, viudas o casadas que allí se mantenían con las pensiones que les daban sus maridos.
La casa de la misericordia fue era una casa de recogimiento que funcionó durante casi todo el siglo XVIII. Se dedicó y estrenó en 1709 y funcionó hasta 1792 cuando al igual que el templo fue necesario cerrarla a causa de los daños causados por un sismo. Fue fundada por la mitra de México y como tal era patrono el Arzobispo y en su nombre la gobernaba el provisor y obtuvo su nombre por haber estado anexa a la iglesia de la misericordia, que funcionaba en el lugar desde el siglo XVII. La disposición de la casa era a la manera de los colegios de la época: Contaba con portería, torno, reja para visitas y casa del capellán de la iglesia.
En 1796 fueron derribadas la iglesia y la casa, construyendo viviendas en su lugar, cuyas rentas se consignaron al hospital de San Andrés. Estas viviendas fueron reconstruidas a mediados del siglo XIX y subsisten hasta el día de hoy en el número 20 de la actual Calle Mariana Rodríguez del Toro de Lazarín, siendo un ejemplo notable de vecindad del siglo XIX.
Las dependencias de la iglesia y la casa de la Misericordia abarcaban los predios donde se ubican actualmente los edificios marcados con los números 20 y 24 del lado norte de la Calle Mariana Rodríguez del Toro de Lazarín; además del ya mencionado número 20, destaca por sus características arquitectónicas el número 24, conocido popularmente como la Casa de los huesitos.